# Ferrari 550 Maranello
Ferrari 550 Maranello – samochód sportowy klasy wyższej produkowany przez włoską firmę Ferrari w latach 1996–2002.

## Historia i opis modelu

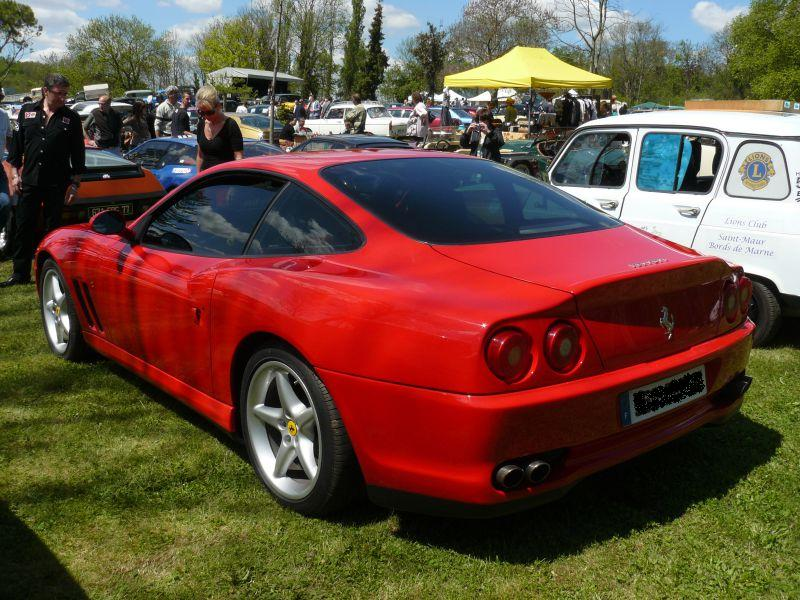
Ferrari 550 Maranello - tył

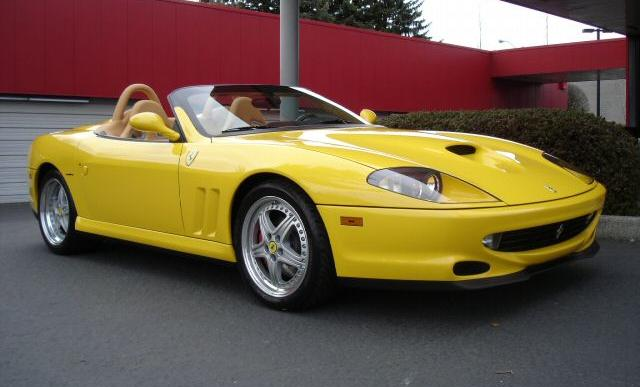
Ferrari 550 Barchetta

Samochód został po raz pierwszy pokazany w lipcu 1996 grupie dziennikarzy na niemieckim torze Nürburgring. Jego symbol 550 pochodzi od pojemności silnika wynoszącej 5,5 l. Samochód produkowano w wersjach: Maranello, Barchetta, Italtecnica, LM i Prodrive. W roku 2002 auto zostało zastąpione przez model 575.
W 1998 samochód zdobył dwa rekordy średniej prędkości na dystansie 100 km i 100 mil (klasa od 5000 do 8000 cm³), uzyskane prędkości to odpowiednio 304,181 i 306,046 km/h. Rekord został pobity w 2002 roku przez Volkswagena W12.

### Dane techniczne
Ogólne
- Lata produkcji: 1997-2002
- Liczba wyprodukowanych egzemplarzy: ok. 3600
- Projekt: Pininfarina
- Zbiornik paliwa: 114 litrów
- Zużycie paliwa: 23 l/100km

Wymiary
- Rozstaw kół przednich: 1633 mm[1]
- Rozstaw kół tylnych: 1585 mm[1]

Opony
- Przód: 255/40 ZR 18[1]
- Tył: 295/35 ZR 18[1]

Osiągi
- Prędkość maksymalna: 320 km/h[1]
- Moc maksymalna: 492 KM przy 7000 obr./min[1]
- Maksymalny moment obrotowy: 568 N•m przy 5000 obr./min[1]
- 0-100 km/h: 4,6 s[1]

Napęd
- Typ silnika: V12
- Pojemność: 5474 cm³ (5,5 l)[1]
- Średnica x skok tłoka: 88 x 75 mm[1]
- Rozrząd: DOHC, 4 zawory na cylinder[1]
- Wtrysk paliwa: bezpośredni, Bosch Motronic M5.2
- Stopień sprężania: 10,8:1[1]
- Napęd: tylny